# Derby (Australia)
Derby – miasto w Australii, w północnej części stanu Australia Zachodnia, położone nad Zatoką Królewską, największe skupisko ludzkie i zarazem ośrodek administracyjny hrabstwa Derby-West Kimberley.
Miasteczko powstało w latach 80. XIX wieku. W czasie II wojny światowej było bombardowane przez japońskie lotnictwo. W jego południowej części znajduje się nie używana obecnie przez wojsko (lecz wciąż zachowująca swój militarny status) baza Królewskich Australijskich Sił Powietrznych "Curtin". Oprócz wypełniania swej podstawowej funkcji, w przeszłości mieścił się tam także areszt deportacyjny dla nielegalnych imigrantów. Aktualnie w bazie lądują cywilne samoloty pasażerskie, jest również wykorzystywana jako stacja lotniczego pogotowia ratunkowego.